# Until Death
Until Death ist ein US-amerikanischer Thriller aus dem Jahre 2007. Die Hauptrolle des Anthony Stowe verkörperte der belgische Schauspieler und Kampfsportler Jean-Claude Van Damme.

## Handlung
Anthony Stowe dient als Detective im Drogendezernat des New Orleans Police Departments in Louisiana. Aufgrund seines übermäßigen Alkoholkonsums betrachten ihn seine Vorgesetzten jedoch als Sicherheitsrisiko – zudem ist er an korrupten Machenschaften beteiligt. Ebenfalls vermutet man, dass er wohl auch andere Drogen als Alkohol nimmt, wofür sich anfangs aber noch keine Beweise finden lassen.
Im privaten Bereich kriselt es bei Stowe auch schon seit längerem, und seine Frau denkt ernsthaft über eine Scheidung nach.
Sein Ex-Partner Callahan ist mittlerweile zu einem der mächtigsten Gangsterbosse von New Orleans aufgestiegen. Bei einer missglückten Undercover-Mission werden zwei Kollegen von Stowe erschossen. Stowe’s andere Kollegen geben ihm die alleinige Schuld an der fehlgeschlagenen Aktion. In der Folgezeit verfällt er immer mehr dem Alkohol und er greift auch zu harten Drogen: er spritzt sich Heroin. Eines Abends wird er dann von einer Bekannten in einen Hinterhalt gelockt. Stowe kann zwar einige von Callahans Männern ausschalten, wird aber letztendlich doch überwältigt und anschließend mit einem Kopfschuss fast hingerichtet. Halbtot wird er ins Krankenhaus eingeliefert, und in einer mehrstündigen Operation entfernt man ihm die Kugel aus seinem Schädel. Allerdings fällt Stowe nach der Notoperation in ein tiefes Koma und seine Chancen auf eine vollständige Regeneration stehen bei annähernd Null Prozent.
Callahan geht derweil davon aus, Stowe endgültig ausgeschaltet zu haben, und so setzt er seine Mordserie auf Konkurrenten des Milieus gnadenlos fort. Sechs Monate später erwacht Anthony urplötzlich während einer Routinekontrolle durch einen Krankenpfleger. Sofort wird eine weitergehende Rehabilitation eingeleitet, in der er schnell große Fortschritte erzielt. Angetrieben von nur einem Gedanken, nämlich der Rache an seinen Peinigern, fasst er auch den Entschluss, von nun an ein besseres Leben zu führen – natürlich ohne Alkohol und andere Drogen. Nebenbei erwachen auch wieder die alten Gefühle für seine Frau und er versucht, wieder eine Beziehung zu seiner Frau aufzubauen. Doch das ist ein ziemlich steiniger Weg und zunächst gestaltet sich ihr Verhältnis recht schwierig.
Nachdem er wieder einigermaßen auf den Beinen ist, sucht er seinen alten Arbeitsplatz im Polizeirevier auf und bittet seinen ehemaligen Chief um Wiederbeschäftigung und Einsetzung in seinen alten Job. Da man während seiner Abwesenheit nach dem Attentat aber beim Aufräumen in seinem Schreibtisch ein benutztes Drogenbesteck, das eindeutig Stowe zuzuordnen war, gefunden hatte, lässt ihn sein Chief nicht mehr in seinen alten Job zurück. Auf sich alleine gestellt und ziemlich frustriert über diesen Verlauf, beginnt Stowe die Jagd auf Callahan nun im Alleingang.
Callahans Männer entführen jedoch Stowes schwangere Frau und verschleppen sie zu einer leeren Lagerhalle. Anthony wird derweil von einem Schläger Callahans auch zu dieser Lagerhalle gebracht. Im weiteren Verlauf kommt es dort zum Showdown – an dessen Ende sich Stowe und Callahan gegenseitig erschießen. In der letzten Szene des Films sieht man Valerie Stowe mit ihrer kleinen Tochter, wie sie andächtig das Grab von Anthony besuchen.

## Hintergrund
Die vorhergehenden zwei Actionfilme (The Hard Corps, Second in Command) von Jean-Claude Van Damme gelten nicht unbedingt als die großen Highlights seiner Filmkarriere und waren eher ein Zeugnis dafür, dass der belgische Action-Superstar (seine erfolgreichste Zeit hatte er seit Mitte der 1980er- bis zum Ende der 1990er-Jahre) wahrscheinlich nur mehr für B-Movies in Frage kommt. Mit Until Death wollte Jean-Claude Van Damme wieder an seine besseren Zeiten anknüpfen.

## Kritiken
„Der harte, weitgehend unterhaltsame Actionfilm bietet seinem gealterten Hauptdarsteller eine reizvolle Plattform. Stephen Rea überzeugt in der Rolle des Bösewichts.“